# Piper Alpha

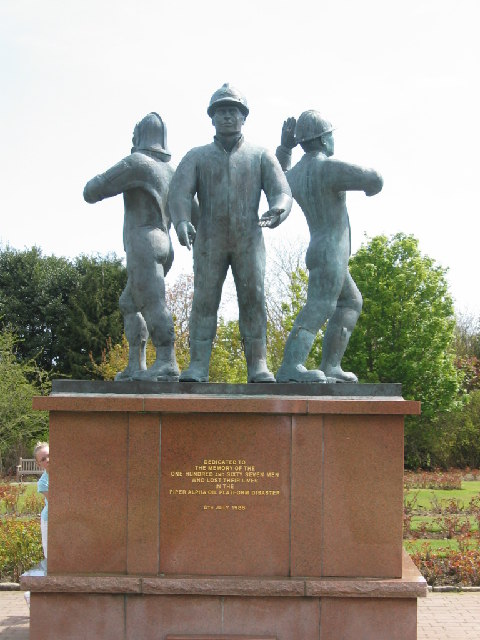
Memorial ao desastre do Piper Alpha, ocorrido em 1988, em Hazlehead Park, Aberdeen

Piper Alpha foi uma plataforma petrolífera no Mar do Norte, a aproximadamente 190 km a nordeste de Aberdeen, na Escócia, que era operada pela Occidental Petroleum. Começou a produção em 1976, inicialmente como uma plataforma somente de petróleo, mas depois convertida para adicionar produção de gás.
Uma explosão e os incêndios resultantes de petróleo e gás destruíram o Piper Alpha em 6 de julho de 1988, matando 167 pessoas, incluindo dois tripulantes de um navio de resgate; 61 trabalhadores conseguiram escapar e sobreviveram. Trinta corpos nunca foram recuperados. O total de perdas seguradas foi de cerca de 1,7 bilhão de libras, tornando-se uma das mais caras catástrofes causadas pelo homem de todos os tempos. Na época do desastre, a plataforma respondia por aproximadamente dez por cento da produção de petróleo e gás do Mar do Norte, e o acidente é o pior desastre petrolífero marítimo em termos de vidas perdidas e impacto na indústria.